# Oxalis hedysaroides
Oxalis hedysaroides är en harsyreväxtart som beskrevs av Carl Sigismund Kunth. Oxalis hedysaroides ingår i släktet oxalisar, och familjen harsyreväxter. Inga underarter finns listade i Catalogue of Life.